# Saint-Pierre-d'Oléron
Saint-Pierre-d'Oléron è un comune francese di 6 678 abitanti situato nel dipartimento della Charente Marittima nella regione della Nuova Aquitania.

## Società

### Evoluzione demografica
Abitanti censiti